# Pacage lacustre
Le pacage lacustre désigne en Europe et en France l'élevage extensif dans les lacs profonds, froids et oxygénés de certaines espèces de salmonidés, éventuellement après une courte période d'alimentation des larves.

## Présentation

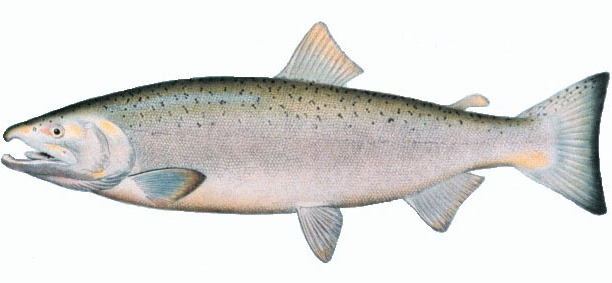
saumon de coco

### Origines
Le pacage lacustre dérive du mot pacage et désigne une forme de pisciculture récente, inspirée de celle souvent pratiquée au Moyen Âge et jusqu'au XVIIIe siècle par les moines. Il était pratiqué dans les viviers faits de pièces d'eau retenues par les vannages des moulins, afin d'élever et conserver le poisson pour les vendredis et les jours de jeûne.

### Technique
Aujourd'hui on utilise la fécondation artificielle de grandes quantités d'œufs, avec ou sans stade d'élevage des alevins. La ponte est parfois artificiellement décalée (en éclairant les reproducteurs selon une photopériode correspondant au moment normal de la ponte) pour que les alevins soient prêts au moment du pic de production de zooplancton.
Cette technique est utilisée pour les corégones, l'omble et les truites de lacs, afin de contrer la réduction de leurs populations naturelles. Des expérimentations se déroulent sous l'égide de l'INRA et de l'ONEMA en France. Il est présenté par ses promoteurs comme un outil de gestion restauratoire des populations, mais aussi de valorisation halieutique, les salmonidés étant les poissons qui rapportent le plus en termes de timbre de pêche. 
Le pacage halieutique n'est toutefois recommandé par ceux qui le promeuvent qu'en l'absence ou rareté de juvéniles, faute de quoi les déversements surdensitaires de juvéniles peuvent au contraire avoir un impact très négatif sur les populations naturelles : pollution génétique, concurrence pour la nourriture, risque sanitaires... 
Il ne devrait pas se substituer aux actions de restauration du milieu qui sont préférables aux réintroductions répétées quand des noyaux de populations sauvages existent ou qu'ils peuvent naturellement se reconstituer, d'autant que les (ré)introductions se font parfois avec des œufs ou juvéniles importés de loin : Scandinavie, Pays de l'Est...